# روي مورتون
روي مورتون (بالإنجليزية: Roy Morton) (29 أكتوبر 1955 ببرمنغهام في المملكة المتحدة - ) هو لاعب كرة قدم بريطاني في مركز الوسط. لعب مع برمنغهام سيتي ومانشستر يونايتد ونادي ليمنجتون.

## وصلات خارجية
- روي مورتون على موقع قاعدة بيانات كرة القدم.إي يو (الإنجليزية)